# 필리프 그르기치
필리프 그르기치(크로아티아어: Filip Grgić, 1989년 10월 25일 ~ )는 크로아티아의 태권도 선수이다.
2007년 베이징 세계 태권도 선수권 대회에서 금메달을 딴적이 있으며, 같은해 크로아티아 올림픽 위원회로부터 핸드볼 선수 이바노 발리치와 함께 올해의 크로아티아 스포츠 선수로 선정되었다.